# Таємниці Лос-Анджелеса (фільм)
«Таємниці Лос-Анджелеса» (англ. «L.A. Confidential») — фільм в стилі неонуар від Кертіса Генсона, заснований на однойменному бестселері Джеймса Елроя. Прем'єра фільму відбулась 19 вересня 1997 року. В картині розповідається про «темний бік» Лос-Анджелеса 1950-х. Отримав схвальні відгуки у критиків і 9 номінацій на Оскар. На 1 березня 2024 року фільм займав 123-ту позицію у списку 250 кращих фільмів за версією IMDb.
У 2015 році Бібліотека Конгресу включила фільм до Національного реєстру фільмів США.

## Сюжет
На тлі Лос-Анджелеса 1953 року розповідається історія про трьох детективів, які розслідують масове вбивство в кафе «Нічна Сова». Глядачеві показано всю темну сторону Міста Янголів: організована злочинність, політична корупція, наркотики, порнографія, проституція, бульварна журналістика, расизм.
Сержант Едмунд Екслі (Пірс), син легендарного детектива поліції Лос-Анджелеса, повний рішучості жити за принципами свого батька. Він має загострене почуття образи, тому добровільно дає свідчення у справі поліцейської жорстокості (на основі реального інциденту) і отримує за це підвищення. Амбіційність Екслі підживлюється значною мірою нерозкритим убивством його батька.
Офіцер Венделл «Бад» Вайт(Кроу), якого Екслі вважає «безглуздим негідником», відомий своїм жорстоким поводження з чоловіками, що б'ють жінок. Вайт починає не любити Екслі після того, як його напарника, Діка Стенсленда, звільняють у зв'язку зі свідченнями Екслі. Справа «Нічної Сови» стає особистою після того, як Стенсленд виявляється однією з жертв.
Сержант Джек Вінсенс (Спейсі), респектабельний і піжонистий детектив, який підробляє як технічний консультант шоу «Жетон Поліцейського». Він також пов'язаний з Сідом Хадженсом (Девіто), видавцем журналу «Цілком Таємно». Джек отримує від Сіда відкат за інформацію про те, коли й де він буде арештовувати голлівудських зірок за різні дрібні правопорушення. Після однієї з таких схем, Джек вирішує особисто розслідувати убивство молодого актора.
Екслі прагне абсолютної справедливості, весь час намагаючись виправдати своє прізвище. Бад Вайт, розслідуючи справу «Нічної Сови», знайомиться з Лінн Брекен (Бейсінгер), повією, пов'язаною з цим інцидентом, в яку він і Екслі закохуються. Тим часом Вінсенс виходить на слід Пірса Петчета, який володіє сервісом дівчат за викликом, які після пластичної хірургії нагадують популярних кінозірок. Долі всіх трьох чоловіків взаємопов'язані.

## В ролях
- Гай Пірс — Ед Екслі
- Рассел Кроу — Бад Вайт
- Кевін Спейсі — Джек Вінсенс
- Кім Бейсінгер — Лінн Брекен
- Денні Девіто — Сід Хадженс
- Саймон Бейкер — Мет Рейнолдс
- Джеймс Кромвелл — капітан Дадлі Сміт
- Девід Стретейрн — Пірс Петчет
- Метт Маккой — Бретт Чейз
- Грем Бекел — Дік Стенсленд
- Рон Ріфкін — прокурор Елліс Лоу

## Нагороди
Фільм отримав дуже високі оцінки кінокритиків, був номінований на дев'ять «Оскарів», але через конкуренцію «Титаніка» виграв тільки два — за найкращий адаптований сценарій (Браян Гелґеланд і Кертіс Гансон) і за найкращу жіночу роль другого плану (Кім Бейсінгер). Журнал «Тайм» назвав фільм найкращим 1997 року. Для австралійців Пірса і Кроу фільм став дебютом у великому голлівудському кіно.
- 1997 Премія «Оскар» Академії кінематографічних мистецтв і наук:
  - Премія «Оскар» за найкращу жіночу роль другого плану — Кім Бейсінгер
  - Премія «Оскар» за найкращий адаптований сценарій — Браян Томас Гельґеланд, Кертіс Генсон
- 1997 Премія «Золотий глобус» Голлівудської асоціації іноземної преси:
  - Премія «Золотий глобус» за найкращу жіночу роль другого плану — Кім Бейсінгер
- 1997 Премія BAFTA, Британської академії телебачення та кіномистецтва:
  - Премія БАФТА за найкращий монтаж — Пітер Гонес
  - Премія БАФТА за найкращий звук — Енді Нельсон, Ганна Бельмер, Кірк Френсіс
- 1998 Премія Гільдії кіноакторів США
  - Премія Гільдії кіноакторів США за найкращу жіночу роль другого плану — Кім Бейсінгер